# Carpelimus ibelensis
Carpelimus ibelensis – gatunek chrząszcza z rodziny kusakowatych i podrodziny kozubków.
Gatunek ten opisany został po raz pierwszy w 2020 roku przez Michaiła Gildienkowa na łamach „Russian Entomological Journal”. Jako lokalizację typową wskazano dolinę rzeki Ibele w indonezyjskiej prowincji Papua Zachodnia. Epitet gatunkowy odnosi się do miejsca typowego.
Chrząszcz o wydłużonym ciele długości 1,9 mm, lekko błyszczącym, ubarwionym czarno z ciemnobrązowymi odnóżami i czułkami, porośniętym jasnymi i krótkimi szczecinkami. Głowa jest szersza niż dłuższa, u nasady szczególnie szeroka, w części szyjnej wyraźnie zwężona, drobno i gęsto punktowana, o zaokrąglonych skroniach, niewiele dłuższych od nich, dość dużych i lekko wypukłych oczach złożonych, zaopatrzona w dość długie czułki z członami pierwszym i drugim wydłużonymi, trzecim trójkątnym, od czwartego do dziesiątego silnie poprzecznymi, a jedenastym stożkowatym. Przedplecze jest drobno, delikatnie i gęsto punktowane, a na jego dysku znajduje się para płytkich wcisków owalnych w części środkowej oraz para głębszych, półksiężycowatych wcisków u podstawy. Boki przedplecza są na przedzie zaokrąglone, a u nasady lekko wcięte. Okrągłe, słabo zaznaczone wciski zdobią tarczkę. Pokrywy są pokryte drobnymi, delikatnymi i gęsto rozmieszczonymi punktami. Powierzchnia odwłoka jest delikatnie szagrynowana.
Owad endemiczny dla indonezyjskiej części Nowej Gwinei, znany tylko z lokalizacji typowej. Spotykany na rzędnych 2520 m n.p.m.